# Odessey and Oracle
Az Odessey and Oracle egy 1968-as   Rock and roll album a The Zombies zenekartól.
Szerepel az 1001 lemez, amit hallanod kell, mielőtt meghalsz című könyvben.

## Az album dalai
|     | Cím                                 | Szerző(k)   | Hossz |
| --- | ----------------------------------- | ----------- | ----- |
| 1.  | Care of Cell 44                     | Rod Argent  | 3:56  |
| 2.  | A Rose for Emily                    | Argent      | 2:19  |
| 3.  | Maybe After He's Gone               | Chris White | 2:33  |
| 4.  | Beechwood Park                      | White       | 2:43  |
| 5.  | Brief Candles                       | White       | 3:30  |
| 6.  | Hung up on a Dream                  | Argent      | 3:01  |
| 7.  | Changes                             | White       | 3:19  |
| 8.  | I Want Her She Wants Me             | Argent      | 2:51  |
| 9.  | This Will Be Our Year               | White       | 2:08  |
| 10. | Butcher's Tale (Western Front 1914) | White       | 2:47  |
| 11. | Friends of Mine                     | White       | 2:17  |
| 12. | Time of the Season                  | Argent      | 3:33  |

## Közreműködők
- Colin Blunstone – ének
- Rod Argent – orgona, zongora, mellotron, vokál, ének az I Want Her, She Wants Me-n
- Paul Atkinson – gitár, vokál a Changes-en
- Chris White – basszusgitár, vokál, ének a Butcher's Tale (Western Front 1914) dalon és egy versszak Brief Candles-ön
- Hugh Grundy – dob, vokál a Changes dalon